# Tanja Petrič

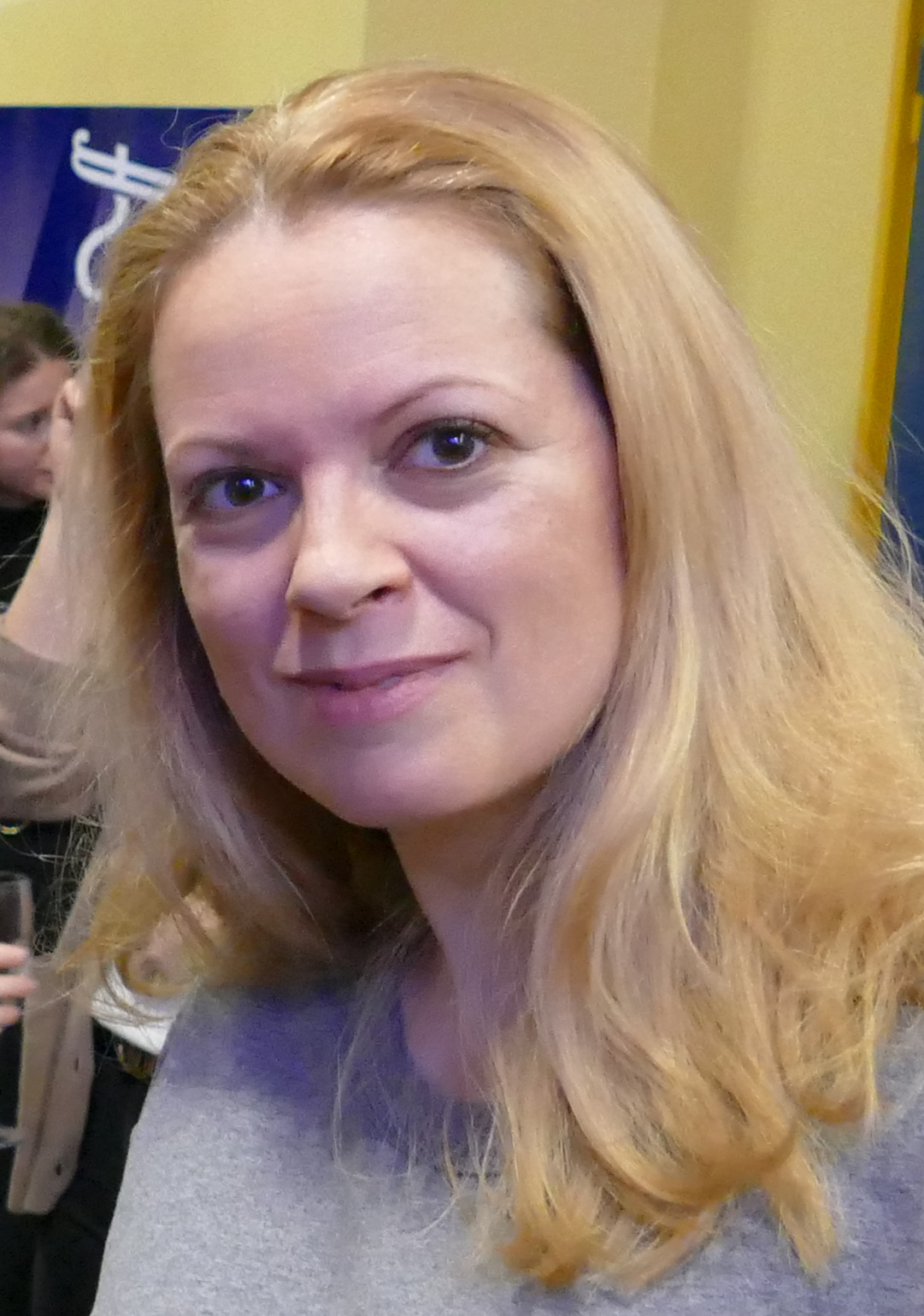
Tanja Petrič

Tanja Petrič (* 1981 in Maribor, SFRJ) ist eine slowenische Übersetzerin, Literaturkritikerin und Herausgeberin.

## Leben und Werk
Petrič studierte Komparatistik und Literaturtheorie sowie Deutsche Sprache und Literatur an der Philosophischen Fakultät der Universität Ljubljana. Derzeit (Stand: Herbst 2022) betreibt sie ein Doktoratsstudium der Germanistischen Literaturwissenschaft an der Universität Wien.
Sie veröffentlicht Literaturkritiken und andere Artikel zum Thema Literatur in den meisten bedeutenden slowenischen Print- und Onlinemedien sowie für das Radio. Als Herausgeberin war sie bereits an verschiedenen Reihen beteiligt: Von 2008 bis 2015 betreute sie die Veröffentlichungen des Slowenischen Schriftstellerverbands im Rahmen des Festivals Vilenica, von 2018 bis 2020 die übersetzerische Reihe Babilon des Verlags Litera sowie von 2011 bis 2022 die Reihe Litterae Slovenicae, in der Übersetzungen slowenischer Literatur veröffentlicht werden. Diese Reihe wurde 2012 mit dem Lavrin-Diplom ausgezeichnet.
Außerdem ist Petrič als Übersetzerin deutschsprachiger Prosa und Lyrik ins Slowenische tätig. Zu den von ihr übersetzten Autoren zählen u. a. Bertolt Brecht, Milena Michiko Flašar, Felicitas Hoppe, Anna Kim, Friederike Mayröcker sowie Eva und Robert Menasse. Von 2017 bis 2021 war sie zudem Mentorin für Slowenisch beim Sommerkolleg Literarisches Übersetzen auf der Insel Premuda.
Tanja Petrič ist seit 2020 Präsidentin des Verbands slowenischer Literaturübersetzer. Des Weiteren ist sie Mitglied des slowenischen PEN-Zentrums und des Verbands slowenischer Literaturkritiker.

## Preise und Auszeichnungen
- 2011: Lirikon Gold (Lirikonov zlat) beim Lirikonfest für die beste Lyrikübersetzung (Lutz Scheuermann, Silke Seiler und Mario Wirz)
- 2013: Übersetzungsprämie des Österreichischen Ministeriums für Kunst und Kultur für die Übersetzung von Die Vertreibung aus der Hölle von Robert Menasse
- 2015: Stritar-Preis (Stritarjeva nagrada) als beste Nachwuchskritikerin des Jahres
- 2016: Übersetzungsprämie des Österreichischen Ministeriums für Kunst und Kultur für Smrt zaradi muz
- 2016: Radojka-Vrančič-Preis (Nagrada Radojke Vrančič) für Smrt zaradi muz, eine Übersetzung ausgewählter Lyrik von Friederike Mayröcker

## Buchübersetzungen (Auswahl)
- Boris Groys: Uvod v antifilozofijo. (dt. Einführung in die Anti-Philosophie) Ljubljana: Študentska založba, 2010. Gemeinsam mit Tomaž Grušovnik.
- Mario Wirz: Pozno je, ne morem dihati. (dt. Es ist spät, ich kann nicht atmen: Ein nächtlicher Bericht). Ljubljana: Založba Škuc, 2011.
- Felicitas Hoppe: Frizerji na pikniku. (dt. Picknick der Friseure: Geschichten). Maribor: Založba KMŠ, 2012.
- Robert Menasse: Izgon iz pekla. (dt. Die Vertreibung aus der Hölle) Ljubljana: Cankarjeva založba (Moderni klasiki), 2012.
- Stefan Schmitzer: Denunciacije (izbor). Ljubljana: Dnevi poezije in vina, Študentska založba, 2013.
- Bruno Vogel: Alf. (dt. Alf: Eine Skizze) Ljubljana: Založba Škuc, 2013.
- Richard Wagner: Izbrani spisi. Umetnost in družba. Izbor in spremna beseda Dr. Gregor Pompe. Ljubljana: Studia Humanitatis, 2014. Gemeinsam mit Mojca Dobnikar.
- Milena Michiko Flašar: Klical sem ga Kravata. (dt. Ich nannte ihn Krawatte) Ljubljana: Mladinska knjiga (zbirka Roman), 2014.
- Friederike Mayröcker: Smrt zaradi muz. Ljubljana: Mladinska knjiga (zbirka Nova lirika), 2015.
- Judith Nika Pfeifer: Včasih se nič ne zgodi. (Auswahl). Ljubljana: Beletrina, 2015.
- Zehra Çırak: Zasilna dežela (Auswahl). Ljubljana: Beletrina (Dnevi poezije in vina), 2016.
- Maria Seisenbacher: Ledolom (Auswahl). Ljubljana: Beletrina (Dnevi poezije in vina), 2016.
- Anna Kim: Zamrznjeni čas. (dt. Die gefrorene Zeit) Maribor: Založba Pivec, 2016.
- Annemarie Schwarzenbach: Videti žensko in Lirična novela. (dt. Eine Frau zu sehen und Lyrische Novelle) Ljubljana: Založba Škuc, 2016.
- Helwig Brunner: Vsakdanje vrane (Ausgewählte Gedichte). Ljubljana: Beletrina (Dnevi poezije in vina), 2017. Mit Daniela Kocmut.
- Jonas Lüscher: Pomlad barbarov. (dt. Frühling der Barbaren). Maribor: Založba Litera, 2017.
- Mikael Vogel: Nikogar ni več. Ljubljana: Beletrina (Dnevi poezije in vina), 2020.
- Philipp Hager: Dobrodošel v mojem gozdu. Ljubljana: Beletrina (Dnevi poezije in vina), 2021.
- Robert Menasse: Prestolnica. (dt. Die Hauptstadt) Ljubljana: Cankarjeva založba, 2021.
- Jan Wagner: Avtoportret z rojem čebel. (dt. Selbstportrait mit Bienenschwarm. Ausgewählte Gedichte). Ljubljana: Beletrina; Koper: Znanstvena založba Annales ZRS, 2021. Mit Urška P. Černe u. a.
- Eva Menasse: Živali za nadaljevalce. (dt. Tiere für Fortgeschrittene). Ljubljana: LUD Literatura, 2021.
- Navid Kermani: Ob jarkih - potovanje čez Vzhodno Evropo do Isfahana (dt. Entlang den Gräben), 2024.